# Ciarán McMenamin
Ciarán McMenamin (* 1. Oktober 1975 in Enniskillen, County Fermanagh, Nordirland) ist ein irischer Schauspieler, der derzeit in Südlondon wohnt. Er wurde durch die Rolle des Matt Anderson in der Fernsehserie Primeval – Rückkehr der Urzeitmonster bekannt.

## Leben
Er studierte an der Royal Scottish Academy of Music and Drama in Glasgow. Danach spielte er in mehreren BBC und ITV Serien, unter anderem als Cedric Crackenthorpe in einer Folge der Serie Agatha Christie’s Marple und in der Channel 4 Comedyserie The Young Person's Guide To Becoming A Rock Star. Außerdem hatte er im Jahr 2005 in der Serie The Golden Hour eine Rolle als Arzt. Seine erste Hauptrolle in einem Film hatte er bereits 2001 in To End All Wars – Die wahre Hölle. 2008 spielte er in dem preisgekrönten Film The Last Confession of Alexander Pearce den Alexander Pearce. Danach erhielt er die Rolle des Matt Anderson in der Fernsehserie Primeval – Rückkehr der Urzeitmonster, wo er die Hauptdarsteller Nick Cutter (Douglas Henshall) und Danny Quinn (Jason Flemyng) ersetzt.
McMenamin ist mit der Schauspielerin Annabel Scholey verheiratet. Sie haben eine gemeinsame Tochter und leben in Hastings.

## Filmografie

### Filme
- 1998: Cluck
- 1998: Frontline – Zwischen den Fronten (Titanic Town)
- 1999: A Rap at the Door
- 1999: The Trench
- 1999: David Copperfield (Fernsehfilm)
- 2000: County Kilburn
- 2001: Sideshow
- 2001: The Last Minute
- 2001: Gefangen in der Hölle (To End All Wars)
- 2001: Fancy Dress
- 2002: Sunday (Fernsehfilm)
- 2002: Bollywood Queen
- 2002: Birthday Girl (Fernsehfilm)
- 2003: Watermelon (Fernsehfilm)
- 2003: The Private Life of Samuel Pepys (Fernsehfilm)
- 2008: Lena: The Bride of Ice
- 2008: Messias – Die sieben Zeichen (Messiah: The Rapture) (Fernseh Zweiteiler)
- 2008: The Last Confession of Alexander Pearce
- 2009: One Hundred Mornings
- 2010: Outcast
- 2011: Laconia

### Serien
- 1998: The Young Person's Guide to Becoming a Rock Star
- 2002: Any Time Now
- 2003: Strange
- 2004: Pulling Moves
- 2004: Agatha Christie’s Marple: 4.50 from Paddington
- 2004–2008: Gerichtsmediziner Dr. Leo Dalton (Silent Witness)
- 2005: The Golden Hour
- 2005: Jericho
- 2007: True Dare Kiss
- 2008: The Fixer
- 2008: Jonathan Creek
- 2009: Demons
- 2010: Primeval: Webisodes (Internetminiserie)
- 2011: 32 Brinkburn Street
- 2011: Primeval – Rückkehr der Urzeitmonster (Primeval)
- 2016: Inspector Barnaby (Midsomer Murders, Folge 18x01)

## Preise
Er gewann 1997 den Kenneth Branagh Renaissance Award und den Gold Medal RSAMD (1998).